# Strada principale 14
La strada principale 14 è una strada principale della Svizzera. È un importante asse est-ovest e collega Schleitheim a Romanshorn tra i cantoni Sciaffusa, Zurigo e Turgovia.